# XML Metadata Interchange
XML Metadata Interchange (XMI) ist ein Standard der Object Management Group (OMG) und wird zunehmend als Austauschformat zwischen Software-Entwicklungswerkzeugen (etwa im Eclipse Modeling Framework, EMF) verwendet.
Das Format ist offen und anbieterneutral und gestattet den Datenaustausch von Objekten auf Basis von Meta-Metamodellen nach der Meta Object Facility (MOF). Neben UML-Modellen können beliebige Metadaten ausgetauscht werden, solange sich diese mit Hilfe der MOF ausdrücken lassen.
Aufgrund des XML-Formats können entsprechende Dateien leicht erzeugt, durchsucht, weiterverarbeitet, gespeichert und über das Internet übertragen werden. In dieser Hinsicht ist XMI alternativen Austauschformaten wie etwa CDIF überlegen.

## Beispiel
```
<xmi:XMI
 
version=
"2.0"
 
xmlns:UML=
" http://schema.omg.org/spec/UML/1.4"

xmlns:xmi=
" http://schema.omg.org/spec/XMI/2.0"
>

    
<xmi:Metamodel
 
name=
"UML"
 
version=
"1.4"
 
href=
"UML.xml"
/>

    
<xmi:Model
 
name=
"example"
 
version=
"1"
 
href=
"example.xml"
/>

    
<UML:Class
 
name=
"C1"
>

        
<feature
 
xmi:type=
"UML:Attribute"
 
name=
"a1"
 
visibility=
"private"
/>

    
</UML:Class>

</xmi:XMI>

```

## Bekannte Programme, die dieses Format verwenden
- Altova UModel
- ArgoUML
- ARIS Toolset
- PTC Integrity Modeler (ehemals Artisan Studio)
- Astah
- BOUML
- Eclipse Papyrus
- Eclipse Process Framework Composer
- Sparx Systems Enterprise Architect
- Innovator
- MagicDraw
- Modelio
- Pentaho
- Sybase PowerDesigner
- Rational System Architect
- SAP BI
- StarUML
- Umbrello
- UML2 Project (Eclipse MDT)
- Visual Paradigm